# Хортюк Євгенія Юхимівна
Євгенія Юхимівна Хортюк (1933, Одеська область — ?) — українська радянська діячка, доярка колгоспу імені Леніна Кодимського району Одеської області. Депутат Верховної Ради СРСР 7—8-го скликань.

## Біографія
У 1949—1951 роках — ланкова, з 1951 року — доярка колгоспу імені Леніна села Серби Кодимського району Одеської області. Надоювала від кожної із закріплених за нею 25 корів по 3400-3700 кілограмів молока
Без відриву від виробництва здобула середню освіту: закінчила вечірню школу.

## Нагороди
- орден Леніна (1966)
- ордени
- медалі